# پل اسب‌سواری کاربریج
پل اسب سواری کاربریج که با نام پل تابوت نیز شناخته می‌شود، پلی در روستای کاربریج در ارتفاعات اسکاتلند است. این پل در سال ۱۷۱۷ ساخته شد تا به دسته‌های تشییع جنازه اجازه دهد تا با عبور از رودخانه دولنین به کلیسای دوتیل برسند. جان‌پناه‌های پل در قرن نوزدهم شسته و نابود شدند. در سال ۱۹۷۱ پل تبدیل به ساختمانی در فهرست B شد. اکنون پل یک جاذبه توریستی محبوب است.

## تاریخ
پل اسب‌سواری ساخته شد تا اجازه دهد مراسم تشییع جنازه از رودخانه دولنین تا کلیسای دوتیل ادامه یابد. سرتیپ الکساندر گرانت این پل را راه اندازی کرد. سنگ‌تراش جان نیکلسون پل را ساخت و هزینه ۱۰۰ پوندی آن از کمک‌هزینه‌های کلیسای دوتیل پرداخت شد. این پل در سال ۱۷۱۷ تکمیل شد و سیل در سال ۱۸۲۹ نرده‌های محافظ آن را از بین برد. این پل همچنین راهی برای عبور تجار و مردم محلی از رودخانه فراهم می‌کرد. این قدیمی‌ترین پل سنگی شناخته شده در ارتفاعات اسکاتلند است.

## شرح
پل روستای کربریج یک جاذبه توریستی محبوب است و در منطقه کوهستانی کایرنگورمز اسکاتلند واقع شده‌است. از آن به عنوان پل تابوت نیز یاد شده‌است. تنها چیزی که امروزه از آن باقی مانده یک طاق باریک در سراسر عرض رودخانه دولنین است.

## آلبوم عکس

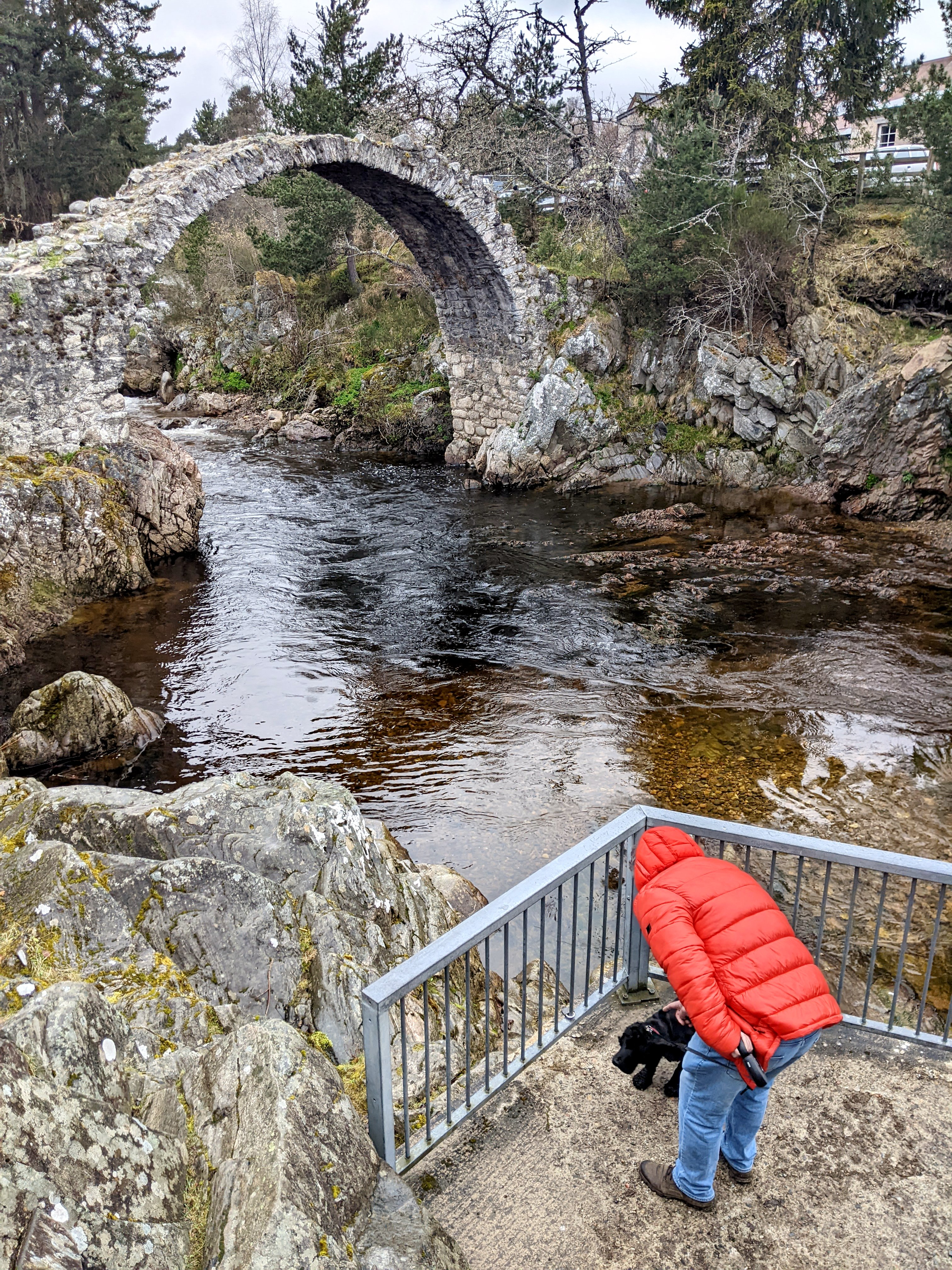
منطقه دید
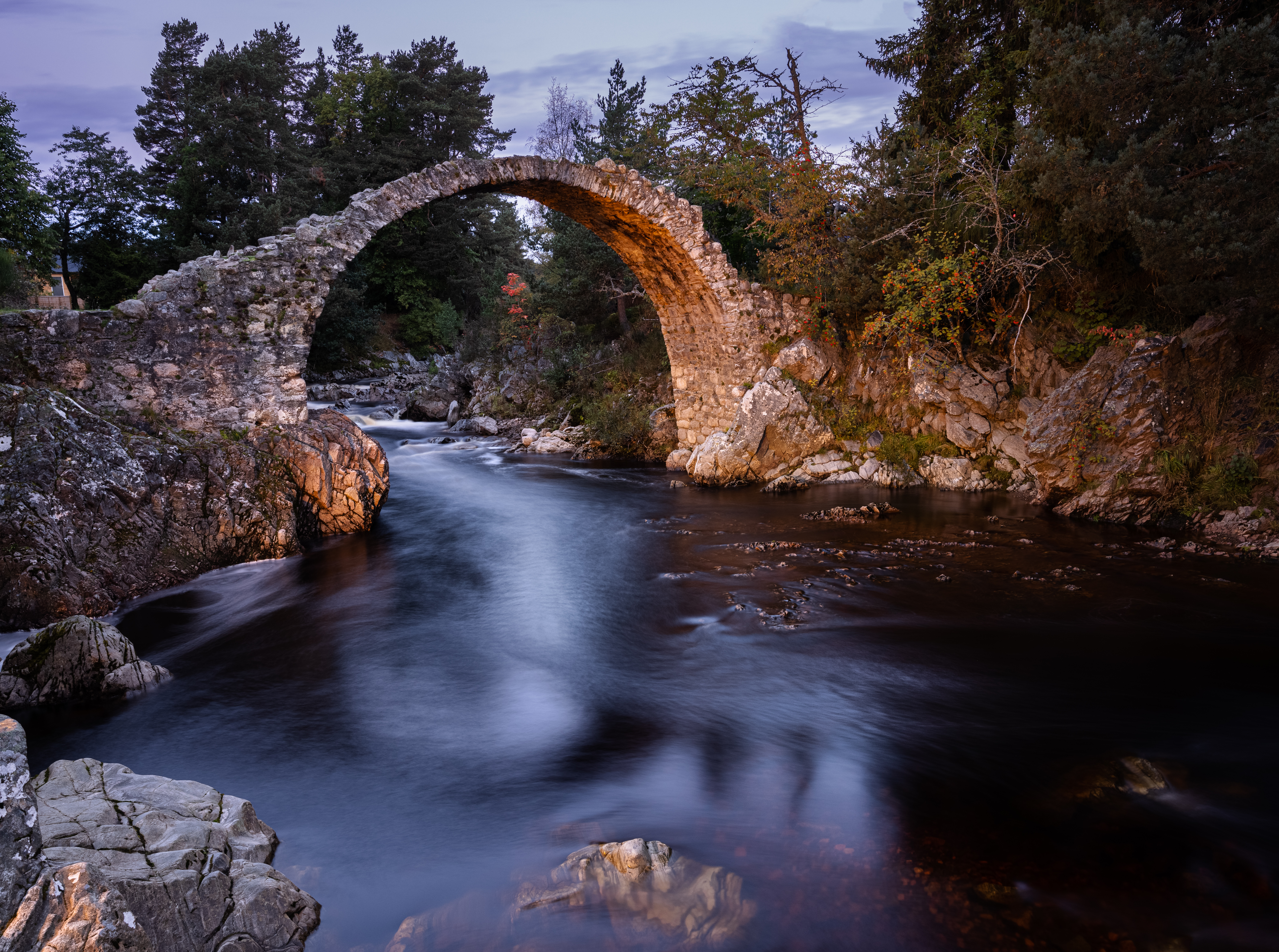
پل در غروب
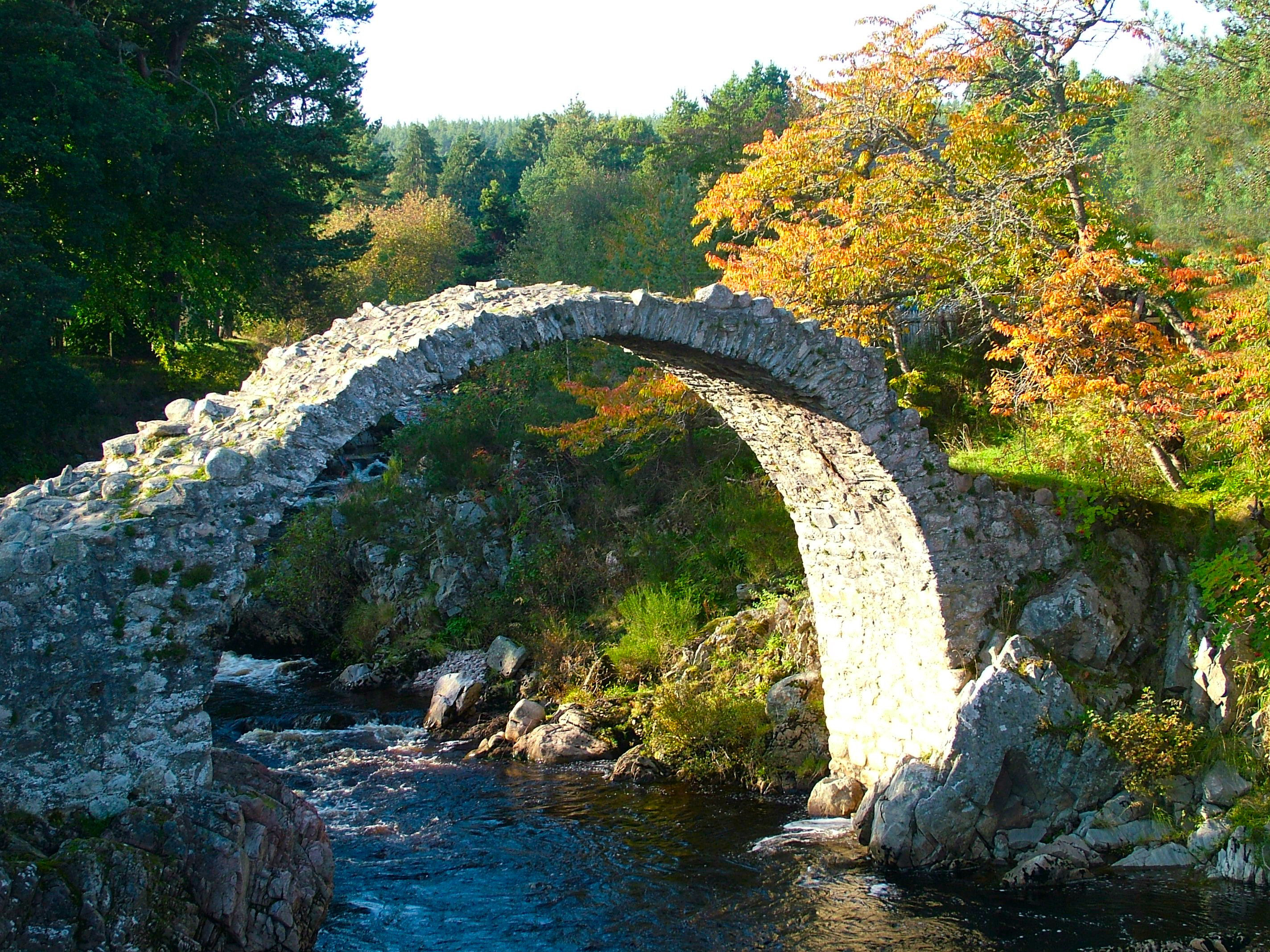
پل در پاییز
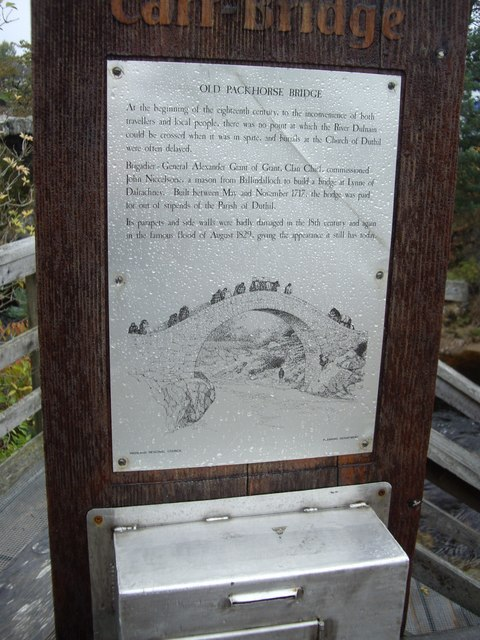
پلاک قدیمی پل
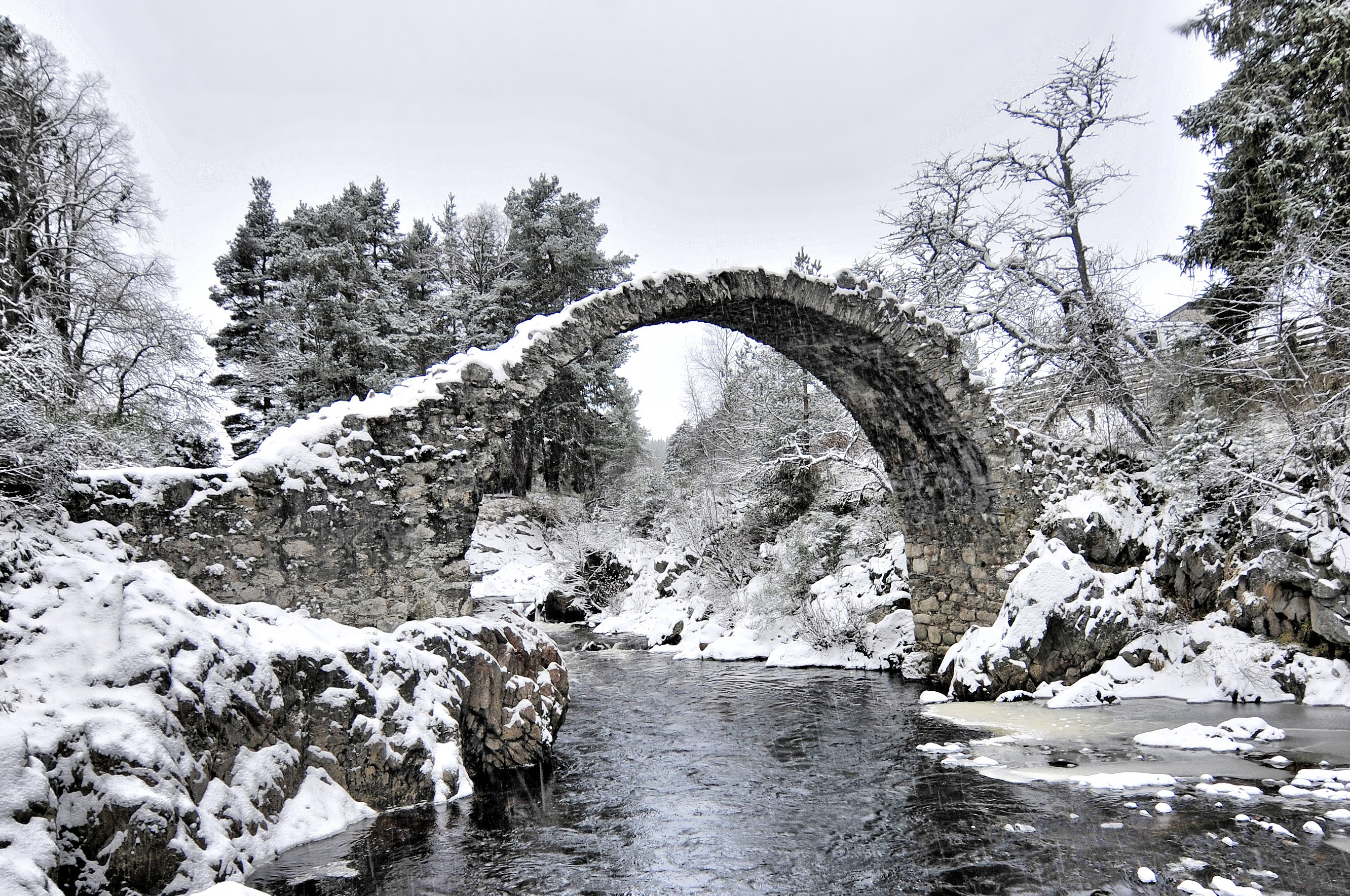
پل در زمستان